# De Baron (band)
De Baron is een Nederlandse band uit Utrecht. Hun muziek kan worden omschreven als een eclectische mix van stijlen geïnspireerd op onder andere wereldmuziek, urban, rock en punk met Nederlandstalige zang, of zoals de MusicMaker het omschrijft: "De koper-sectie werpt een zinnenprikkelend offensief met quasi-Arabische lijntjes, en de band kan beuken en ballades brengen" In recensies wordt De Baron vergeleken met De Kift.

## Geschiedenis
De Baron werd opgericht rond 2017 door Pascal van Hulst & Niek Lathouwers, voortkomend uit een gedeelde interesse in wereldmuziek, de Nederlandse taal en een achtergrond in de theaterwereld. In de loop der jaren heeft de muzikale koers van deze formatie zich ontwikkeld van kleinkunst naar die van een band die zich profileert op festivals en bekend staat om hun energieke optredens .
Op 14 februari 2020 bracht de band haar debuutalbum "BenBiri" uit, dat een positieve ontvangst kreeg. Na de release van hun debuutalbum "BenBiri" voegde De Baron zich toe aan het roster van BOOM-Agency. Echter, slechts een maand na de release van het album ging Nederland in lockdown vanwege de coronapandemie, wat een aanzienlijke impact had op de muziekindustrie en live-optredens. De geplande releasetour van De Baron werd noodgedwongen geannuleerd.
De Baron verscheen regelmatig op festivals, waaronder Festival der Aa (2019, 2020), Bevrijdingsfestival Fryslan (2022), Dijkpop (2022), Oerol (2023), Zwarte Cross (2023), Valkhof festival (2023) en Zomerparkfeest (2023). Daarnaast heeft De Baron in 2022 opgetreden tijdens de Popronde.

## Discografie
- EP Onze Held (2017)
- BenBiri (2020)
- BEJJEBANG (2024)